# Гримучник скельний
Гримучник скельний (Crotalus lepidus) — отруйна змія з роду Справжній гримучник родини Гадюкові. Має 4 підвиди.

## Опис
Загальна довжина досягає 60—81 см. Голова невелика й плоска. Тулуб кремезний. Брязкальце велике. Має різноманітний малюнок й забарвлення. Найчастіше сірого кольору з безліччю широких темних поперечних смуг. Основний фон може бути також зеленувато—сірим (особливо у самців), а смуги — коричневими або блідо—сірими. Тулуб поміж смугами може бути поцяткований темними крапочками.

## Спосіб життя
Полюбляє сухі, світлі лісисті ділянки серед скель і кам'янистих осипів. Активний вночі. Харчується дрібними ссавцями, зміями, ящірками та жабами.
Отрута досить потужна, містить нейротоксини. Втім це неагресивна змія, тому смертельні випадки дуже рідкісні.
Це живородна змія. Самиця народжує 2—8 дитинчат.

## Розповсюдження
Мешкає на півдні США — у штатах Техас, Нью-Мексико, Аризона, на півночі та значній частині центральної Мексики.

## Підвиди
- Crotalus lepidus klauberi
- Crotalus lepidus lepidus
- Crotalus lepidus maculosus
- Crotalus lepidus morulus